# Jake le chien
Jake le chien est un personnage fictif et protagoniste de la série d'animation américaine Adventure Time. Frère adoptif et meilleur ami de Finn, Jake possède des pouvoirs magiques capable de lui faire changer de taille et de forme à volonté. Dans la série, il est âgé de 28 ans en « année de chien », et joue fréquemment de l'alto aux côtés de sa petite amie, Miss Rainicorne.

## Biographie
Jake est un chien jaune, avec certains traits physiques d'un bulldog, anthropomorphe, âgé de 28 ans (en année de chien), possédant des pouvoirs magiques capable de lui faire changer de taille et de forme à volonté. Il vit aux côtés de son meilleur ami et frère adoptif, Finn, et sa console BMO, dans une maison construite et située en haut d'un arbre, appartenant autrefois à Marceline la vampire. Il est décrit comme paresseux, mais il aime malgré cela partir à l'aventure avec Finn ; il donne également de nombreux conseils à ce dernier concernant les émotions ou les filles,. 
Les deux parents de Jake se nomment Johusa et Margaret, tous les deux décédés. Il possède également une petite amie, Miss Rainicorne, avec qui il est père, et avec qui il partage un intérêt commun pour le violon.